# Ишикари
Ишикари (јап. 石狩市) град је у Јапану у префектури Хокаидо. Према попису становништва из априла 2017. у граду је живело 58.755 становника.

## Становништво
Према подацима са пописа, у граду је априла 2017. године живело 58.755 становника.